# 도로이 기윤왕
도로이 기윤왕(만주어: ᡩᠣᡵᠣᡳ
ᡤᡳᠶᡡᠨ
ᠸᠠᠩ Doroi Giyūn Wang, 몽골어: Төрийн жүн ван, 한국 한자: 多羅郡王 다라군왕)은 만주족의 귀족 작위이다. 작위 중 호쇼이 친왕에 이어 두 번째로 높다.